# تیموتئوس کارپوویچ

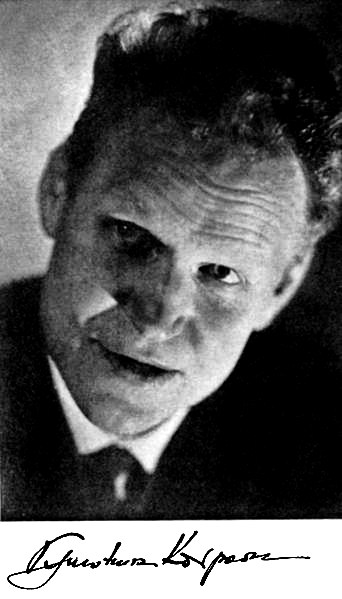
تیموتئوس کارپوویچ

تیموتئوس کارپوویچ (زاده ۱۵ دسامبر ۱۹۲۱ در زیلونا نزدیک ویلنیوس – مرگ ۲۹ ژوئن ۲۰۰۵ در پارک اوک در نزدیکی شیکاگو) شاعر و نمایشنامه‌نویس برجسته لهستانی زبان بود.

## زندگی‌نامه
کارپوویچ در روستای زیلونا در نزدیکی ویلنیوس به دنیا آمد و تا آغاز جنگ جهانی دوم در سال ۱۹۳۹ در آنجا زندگی کرد. کارپوویچ در سال ۱۹۴۱ با نام مستعار تادئوش لیرمیان برای روزنامه مستقر در ویلنیوس پراودا ویلنسکا به عنوان روزنامه‌نگار شروع به کار کرد. در طول اشغال لیتوانی توسط نازی‌ها او یکی از اعضای مقاومت لهستان بود. هنگامی که جنگ در سال ۱۹۴۵ به پایان رسید، کارپوویچ به شچچین اسکان داده شد و در آنجا برای رادیو لهستان کار می‌کرد. در اینجا بود که کارپوویچ اولین قطعه منثور خود را با عنوان «افسانه‌های پومرانی» (Legendy pomorskie) منتشر کرد.
کارپوویچ به وروتسواف نقل مکان کرد و در دانشگاه برسلاو در رشته فیلولوژی لهستانی تحصیل کرد و در آنجا کارشناسی ارشد و دکترای خود را دریافت کرد. و استادیار شد. او بعداً در سال ۱۹۵۸ جایزه ادبی شهر وروتسواف را دریافت کرد.

### زندگی پس از ترک لهستان
در سال ۱۹۷۱، کارپوویچ بورسیه معتبر «بنیاد فکری اروپای داخلی» را در پاریس دریافت کرد. دو سال بعد در سال ۱۹۷۳ از او برای پیوستن به برنامه کاری بین‌المللی در دانشگاه آیووا دعوت شد. در سال ۱۹۷۴، او به عنوان دانشیار مدعو ادبیات لهستانی در دانشگاه ایلینویز در شیکاگو منصوب شد، که به مدت دو سال در آنجا تدریس کرد. اگرچه او هرگز به دلیل موضع‌گیری خود به عنوان یک مخالف سیاسی هیچ جایزه ادبی رسمی در لهستان دریافت نکرده‌است، اما جایزه معتبر آلفرد یورژیکوفسکی را در شهر نیویورک دریافت کرد و دو بار جایزه سالانه شورای هنر ایلینوی را دریافت کرد.
او دو سال بعد را در آلمان غربی (۱۹۷۶–۱۹۷۸) در دانشگاه‌های بن، برلین غربی، مونیخ و رگنسبورگ گذراند. در سال ۱۹۷۸، او به عنوان استاد تمام به دانشگاه ایلینویز در شیکاگو بازگشت.
پس از اعلام استقلال لیتوانی در سال ۱۹۹۰، کارپوویچ چندین مقاله در مطبوعات لهستان نوشت و دولت لهستان را تشویق کرد تا لیتوانی را به رسمیت بشناسد.
کارپوویچ در سال ۱۹۹۳ از گروه ادبیات اسلاو و بالتیک در دانشگاه ایلینویز در شیکاگو بازنشسته شد. کارپوویچ در ۲۶ ژوئن ۲۰۰۵ در خانه اش در اوک پارک، ایلینوی درگذشت. بقایای او به کشور بازگردانده شد و او در ۳ اوت ۲۰۰۵ به همراه همسرش ماریا در گورستان اوزوبوویس در وروتسواف به خاک سپرده شد.

## میراث
مجسمه‌ساز معاصر لهستانی-ایتالیایی، کریستوف میخال بدنارسکی نمایشگاه هنری سال ۲۰۱۶ خود جاذبه زمین را به کارپوویچ تقدیم کرد.
در سال ۲۰۱۹ اعلام شد که ویلای کارپوویچ در وروتسواو به خانه آینده بنیاد اولگا توکارچوک برنده جایزه نوبل تبدیل خواهد شد. به غیر از توکارچوک، آگنیشکا هالند و ایرنیوس گرین به او در هیئت مدیره بنیاد خواهند پیوست. نویسنده ۳۵۰۰۰۰ زلوتی را که پس از برنده شدن جایزه نوبل به او اعطا شد، اختصاص خواهد داد.

## آثار برگزیده
- پومورسکی افسانه ای، ۱۹۴۸
- ابعاد زندگی، ۱۹۴۸
- چشمه‌های تلخ، ۱۹۵۷
- موسیقی سنگی، ۱۹۵۸
- علائم معادله، ۱۹۶۰
- به نام معنا، ۱۹۶۲
- ترودنی لاس، ۱۹۶۴
- داستان‌های توریستی، ۱۹۶۶
- برگزیده اشعار، ۱۹۶۹
- نور معکوس
- شعر غیرممکن. مدل تخیل لسمیان، ۱۹۷۵
- حل فضا: شعر چند شکلی (تکه‌تکه)
- حلقه‌های درخت، ۱۹۹۹
- سایه‌های کوچک جادوگران بزرگ. ثبت شده در باند رقمی از ۷۹۷ تا ۷۷۷۷، ۲۰۰۷

## نمایشنامه
- دستکش سبز، ۱۹۶۰
- مردی با حس بویایی مطلق، ۱۹۶۴
- مسافر عجیب، ۱۹۶۴
- وقتی کسی در می‌زند، ۱۹۶۷
- شارون از سحر تا سپیده دم

## بیشتر خواندن
- - Krystyna Latawiec, „Dramat poetycki po 1956 roku: Jarosław M. Rymkiewicz, Stanisław Grochowiak, Tymoteusz Karpowicz”, Wydawnictwo Naukowe Akademii Pedagogicznej, Kraków 2007